# Aliboron granulatum
Aliboron granulatum är en skalbaggsart som beskrevs av Stefan von Breuning 1966. Aliboron granulatum ingår i släktet Aliboron och familjen långhorningar. Inga underarter finns listade i Catalogue of Life.